# Immersione (album)
Immersione è il quinto album di Adriano Pappalardo, pubblicato ad aprile del 1982. 
Il disco è un concept album, interamente dedicato al mare.

## Il disco
Lucio Battisti, grande ammiratore delle capacità vocali di Adriano Pappalardo, ne era stato lo scopritore nei primi anni settanta e aveva scritto per lui diversi brani di successo.
All'inizio degli anni ottanta Battisti, ormai ritiratosi dalla scena pubblica, aveva appena concluso la storica collaborazione con Mogol e viveva un periodo di spensieratezza condividendo con Pappalardo la passione per il windsurf.
L'album Immersione nasce da un incontro casuale tra i due, come raccontato dallo stesso Battisti in un comunicato stampa che ha il primato di essere la sua ultima esternazione ufficiale:
Sulla copertina del disco, l'apporto del cantautore reatino viene accreditato con la riga «progetto di Lucio Battisti».
Battisti, che con ogni probabilità era in cerca di un nuovo modo di fare musica dopo la separazione da Mogol, utilizzò questa collaborazione per sperimentare le nuove possibilità offerte dagli strumenti elettronici, come anche nel disco-manifesto E già che pubblicherà a settembre dello stesso anno. L'anno successivo Battisti tornò ad appoggiarsi a Pappalardo per le sue sperimentazioni, che portarono alla realizzazione di un secondo album, Oh! Era ora. Probabilmente soddisfatto di quanto aveva trovato, Battisti rivelò a Pappalardo di voler proseguire in prima persona il discorso avviato con Oh! Era ora, e iniziò una lunga collaborazione con il paroliere Pasquale Panella, autore dei testi di questo secondo album.
Da Immersione, lo stesso anno, è stato estratto anche un 45 giri: Giallo uguale sole/Risalendo la sagola. Del brano Giallo uguale sole è stato anche inciso un 45 giri per juke-box con il retro il brano Parla tu di Ivan Graziani.
La copertina dell'album fu realizzata dal fotografo Mario Convertino, autore anche della copertina di Una giornata uggiosa, ultimo lavoro di Battisti con Mogol. Il disco è stato ristampato in cd qualche decennio dopo.

## Tracce
Testi di Franca Evangelisti e Adriano Pappalardo, eccetto dove indicato; musiche di Adriano Pappalardo.
Lato A
1. Immersione – 3:14
2. Due nel blu – 3:04
3. Risalendo la sagola – 3:41
4. Giallo uguale sole – 3:39 (testo: Franca Evangelisti)
5. Dimensioni – 4:14 (testo: Evangelisti)

Lato B
1. Il richiamo delle sirene – 3:16
2. Dolci ricordi – 2:55
3. Cheope – 5:03 (testo: Evangelisti)
4. Guidami – 2:56 (testo: Evangelisti)
5. Mare amico mio – 3:24 (testo: Adriano Pappalardo)

## Formazione
- Adriano Pappalardo – voce
- Paul Bliss – sintetizzatore, vocoder
- Simon Phillips – batteria
- Ray Russell – chitarra sintetica
- Mark Isham – sintetizzatore
- Mo Foster – basso
- Peter Van Hooke – batteria, batteria elettronica
- Greg Walsh – sintetizzatore, pianoforte